# Mayenne (comuna)
Mayenne é uma comuna do Oeste da França, situada a 250 Km a oeste de Paris. É uma das sub-prefeituras do departamento de Mayenne na região do País do Loire.
A comuna é a segunda cidade do departamento, logo a seguir a Laval.

## Outras imagens

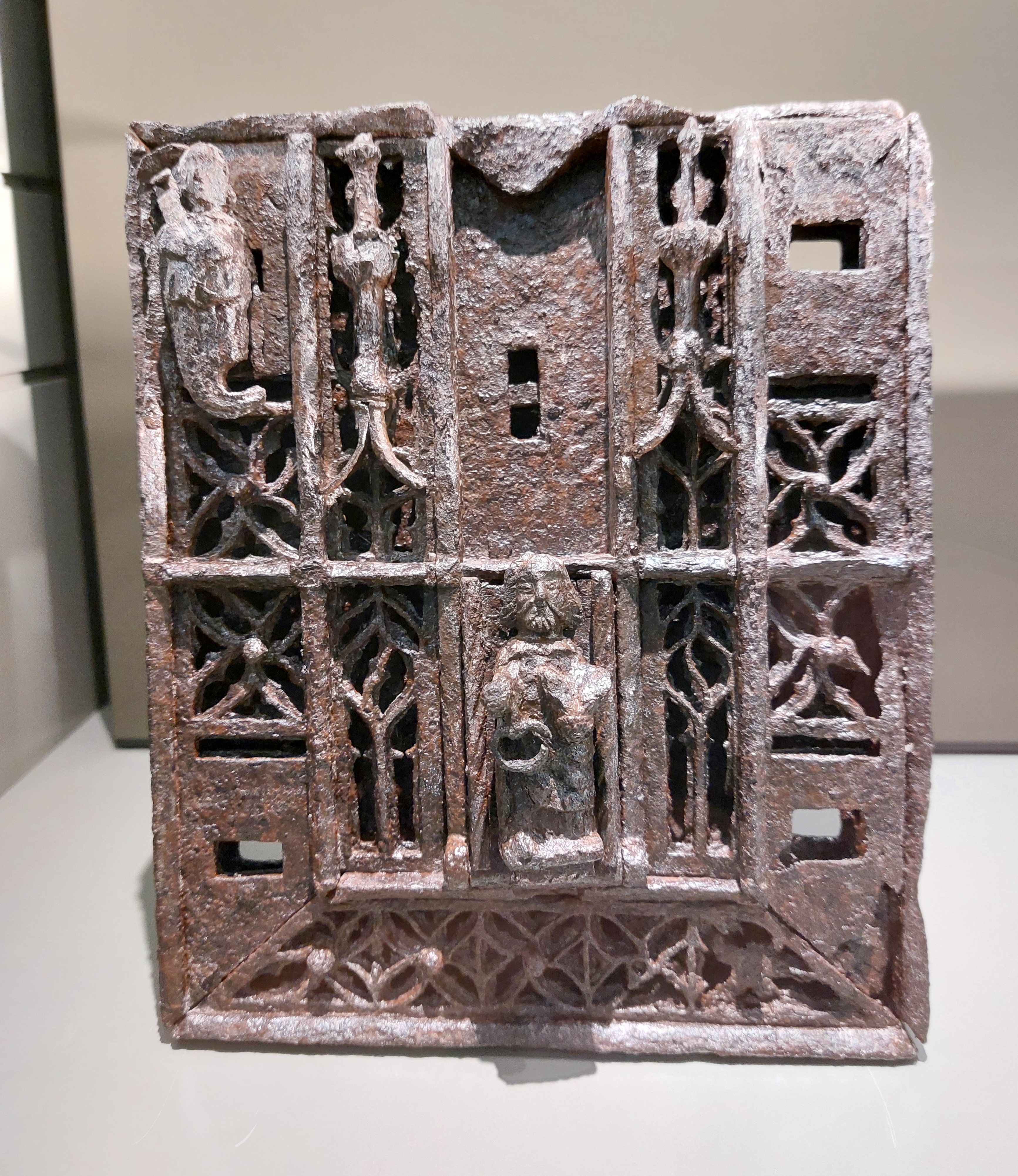
Cadeado no Museu do Castelo de Mayenne.

## Bibliographie
- Abbé Angot, « Mayenne en 1413 », dans La Province du Maine, 1907, numéro 15, pág. 221-226. Le site www.lamayenne.fr